# Claudette Oriol-Boyer
Claudette Oriol-Boyer, née Claudette Boyer le 31 janvier 1941 à La Tronche et décédée le 22 décembre 2015 à Saint-Martin-d'Hères est professeur de littérature française, spécialisée sur le XXe siècle et le nouveau roman, ainsi qu'une théoricienne française de l'écriture littéraire.

## Biographie
Claudette Oriol-Boyer est née dans une famille d'instituteurs de la région grenobloise.
Agrégée de lettres modernes, elle soutient une thèse de troisième cycle sur Robbe-Grillet et la critique en 1979.
Elle fonde en 1983 la revue TEM (Texte En Main), revue centrée sur la pratique de l'écriture, et le Centre de recherche en didactique du texte et du livre de l'Université de Grenoble III) (Ceditel maintenant Cedilit) dont elle restera un membre associé jusqu'à sa mort.
En 1989, elle soutient une thèse d'état intitulée L'écriture du texte, théorie, pratique et didactique. Organisatrice de colloques et d'universités d'été sur l'apprentissage de l'écriture et les ateliers d'écriture, on peut particulièrement noter l'organisation de trois colloques au Centre culturel international de Cerisy-la-Salle:
- Ateliers d'écriture littéraire (1983) sous la direction de Claudette Oriol-Boyer.
- La réécriture (1988) sous la direction de Claudette Oriol-Boyer[1].
- Ateliers d'écriture littéraire (2011) sous la direction de Daniel Bilous et Claudette Oriol-Boyer.

Au long de sa carrière, Claudette Oriol-Boyer avait aussi contribué à faire changer les programmes de français pour y faire inclure l'apprentissage de l'écriture car "écrire apprend à lire".
Elle a donné de nombreux ateliers d'écriture dans le cadre de la formation des maîtres et a produit de nombreux ouvrages pour démocratiser l'apprentissage de l'écriture littéraire, incluant des manuels scolaires.

## Publications

### Production littéraire
- Peau de mille bêtes (1991), adaptation théâtrale du conte Peau d'âne.
- Si par un livre ouvert un personnage (1991)[3].

### Manuels scolaires
- Lire, écrire ensemble, français 6e (1992).
- Lire, écrire ensemble, français 5e (1993).

### Livres académiques et d'apprentissage
- La Réécriture (1990)[1].
- Nouveau Roman et Discours critique (1995)[4].
- Lire et écrire avec des enfants (2002).
- 50 activités d'écriture, Tome 1 (2004)[5], et Tome 2 (2004)[6].
- Les Ateliers d'écriture littéraire (2013).